# Sarcinodes aequilinearia
Sarcinodes aequilinearia är en fjärilsart som beskrevs av Walker 1860. Sarcinodes aequilinearia ingår i släktet Sarcinodes och familjen mätare. Inga underarter finns listade.